# Neinava
Der Neinava oder Neynava (نینوا) ist ein Lastkraftwagen, der vom iranischen Hersteller Islamic Revolutionary Guard Corps Research and Self-Sufficiency Jehad Organization seit 2012 produziert wird. Das Fahrzeug mit zwei Achsen hat Allradantrieb und ist für militärische Einsätze vorgesehen.
Der Neinava wurde vom Hersteller völlig neu entwickelt und 2012 der Öffentlichkeit präsentiert. Seither ist er auf verschiedenen Militärparaden und Übungen im Einsatz. Von besonderer Bedeutung ist die Verwendung von Bauteilen aus dem Iran.
Der Zweck dieses Fahrzeuges ist es, Material, Personen und Frachtladungen über alle Arten von Straßen und Gelände bei jedem Wetter zu befördern. Das Leergewicht beträgt rund 8,5 Tonnen, die Zuladung 5 Tonnen auf Straßen und 2,5 Tonnen im Gelände. Der Lkw hat eine Anhängerkupplung. Er ist 7 Meter lang, 2,5 Meter breit und 2,8 Meter hoch. Angetrieben wird der Wagen von einem Dieselmotor mit einer Leistung von 240 PS. Das zweitürige Ganzmetall-Führerhaus bietet zwei Personen Platz. Die  Hinterachse hängt an zwei Halbelliptikfedern.

## Technische Daten
Sämtliche technische Daten entstammen iranischen Quellen.
- Motor: Dieselmotor unbekannten Typs und Herstellers
- Leistung: 240 PS
- Hubraum: unbekannt
- Getriebetyp: unbekannt
- Höchstgeschwindigkeit: unbekannt
- Antriebsformel: 4×4

Abmessungen und Gewichte
- Länge: 7000 mm
- Breite: 2500 mm
- Höhe: 2800 mm
- Maximal befahrbare Steigung: 30 %
- Leergewicht: 8500 kg
- Zuladung: 2500 kg (in unwegsamem Gelände); 5000 kg (Straße)
- zulässiges Gesamtgewicht: 13.500 kg